# Panacea (fanzine)
Panacea foi um fanzine brasileiro criado por José Mauro Kazi em 1991.
As primeiras edições de Panacea traziam quadrinhos, artigos sobre música e textos literários, distribuídos em apenas 8 páginas xerocadas. O editor Kazi criava heterônimos para seus artigos, que se somavam a textos de autoria de autores reais, dando uma percepção de maior pluralidade na publicação. O fanzine era fortemente divulgado em jornais e revistas como Folha de S.Paulo, Jornal da Tarde e O Globo, além de ser citada por quadrinistas importantes como Laerte Coutinho, Fernando Gonsales e Franco de Rosa.
Com periodicidade mensal e crescimento em tiragem e número de páginas, a Panacea nº 33, lançada em novembro/dezembro de 1993, foi a última edição em formato de fanzine. Kazi explicou em editorial que as então 32 páginas já não eram suficientes para desenvolver o trabalho da forma como ele pretendia. Por essa razão, a partir da edição 34, Panacea tornou-se uma revista de 80 páginas em formato magazine (21 cm x 28 cm), capa colorida e impressão em offset (esse tipo de impressão começara a ser usada na edição 31, a primeira a contar com diagramação totalmente eletrônica, embora ainda em formato de fanzine).
Com o maior espaço, aumentaram as reportagens e entrevistas (entre as quais, por exemplo, com David Mazzucchelli e Flavio Colin), assim como resenhas e espaço para quadrinhos (tendo publicado autores como Flavio Calazans e Lourenço Mutarelli, entre outros). A distribuição contava com o apoio da Frente de Revistas Independentes (FRI), que reunia novos e veteranos quadrinistas brasileiros e funcionava como uma espécie de cooperativa informal de editores independentes, ajudando a distribuir revistas em bancas e livrarias especializadas.
Apesar da boa distribuição (para os parâmetros de uma publicação independente) e a tentativa de organizar um sistema de assinaturas, as vendas não foram suficientes para manter a produção regular da revista. Por conta principalmente de questões financeiras, a última edição de Panacea foi a de número 40, lançada em dezembro de 1995.
Em 1993 e 1994, Panacea ganhou o Prêmio Angelo Agostini de melhor fanzine.